# Geolycosa flavichelis
Geolycosa flavichelis este o specie de păianjeni din genul Geolycosa, familia Lycosidae, descrisă de Roewer, 1955.
Este endemică în Iran. Conform Catalogue of Life specia Geolycosa flavichelis nu are subspecii cunoscute.